# Bommecketal
Koordinaten: 51° 13′ 16″ N, 7° 50′ 54″ O
Das Bommecketal ist ein 51,20 ha großes, seit 1985 ausgewiesenes Naturschutzgebiet (NSG) auf dem Gebiet der Stadt Plettenberg im Märkischen Kreis in Nordrhein-Westfalen. Es liegt südlich der Lenne entlang des Lenne-Zuflusses Bommecke und nordwestlich der Kernstadt zwischen den Bergkuppen Lechtenhardt (488 m), Dörnberg, Schellhagen und Strickhagen.  Das NSG wurde 1985 vom Kreistag des Märkischen Kreises mit dem Landschaftsplan Nr. 1 (Plettenberg-Herscheid-Neuenrade) ausgewiesen. Der Name war Naturschutzgebiet Bommecketal südwestlich des Ortsteiles Böddinghausen, Stadt Plettenberg. Mit der 2. Änderung des Landschaftsplanes Nr. 1 (Plettenberg-Herscheid-Neuenrade) wurde das NSG 2012 erneut ausgewiesen und in Naturschutzgebiet Bommecketal umbenannt.
Das Naturschutzgebiet ist Teil des 39 ha großen FFH-Gebietes „Schluchtwälder im Lennetal“ (DE-4712-301).

## Gebietsbeschreibung
Bei dem NSG handelt es sich um das Tal der Bommecke mit ihren Quellbächen. Von einer Höhenlage um 420 m ü. NHN bis auf etwa 250 m ü. NHN erstreckt sich der Bachlauf bis an den Ortsrand des Plettenberger Ortsteiles Papenkuhle im Lennetal. Von der Gesamtlänge des Baches von etwa 3 km von der Quelle bis zur Einmündung in die Lenne befinden sich 1,9 km im NSG. Der viel Wasser führende Bachlauf fließt in einem sich rasch absenkenden Schluchttal mit teils klammartigem Charakter nach Norden. Die folgende Beschreibung findet sich im Fachinformationssystem des Landesamtes für Natur, Umwelt und Verbraucherschutz Nordrhein-Westfalen unter Schutzwürdige Biotope (BK): Eingeschnitten in den Blauschiefer kommt es zur Klippenbildung in allen Höhenlagen und auf allen Hängen. Die hervortretenden Gesteine bestehen örtlich aus einer Wechsellagerung von Tonschiefern, Silitsteinen und Sandsteinen. Wo Sandsteine vorherrschen, treten mächtige Blockabsonderungen auf. Die Bommecke erhält aus mehreren Zuläufen von den Hängen des Leuchtenhardt und des Dörnberges Wasser. In den nach Osten und Norden gerichteten Quellschluchten sind Quellfluren mit Chrysosplenium oppositifolium und zahlreichen feuchtigkeit- und kühleliebenden Moosen vertreten. In den Kerbtälern der verschiedenen Quellbäche sind zahlreiche Stromschnellen und Wasserfälle vorhanden. Die Klippen sind teils aus großen Blöcken aufgetürmt. Die einzelnen Blöcke sind überall von Spalten und Bruchfugen durchsetzt. Zusammen mit den schroffen Zacken der splittrig herausgequetschten Tonschiefer bestimmen sie das Aussehen der Felsgebilde. Das Tal hat streckenweise klammartigen Charakter (Gefälle 12:1). Es verläuft stellenweise quer zum Streichen der Hobräcker Schichten, weshalb kleinere Felsbarrieren im Bachbett vorhanden sind und als Terrassenstufen kleine Wasserfälle bis 1,5 m Höhe, Kolke, aber auch Flachwasserbereiche ausbilden lassen. Die Steine sind vielfach von Moosen überzogen. Das bis 3 m breite Bachbett der unteren Bommecke wird nur stellenweise von einer bachbegleitenden Krautschicht gesäumt. Die Vegetation auf den Steilhängen in Nordlage entspricht mit ihren kleinflächig auftretenden Buchenwaldparzellen der potentiellen natürlichen Vegetation. Ihre Ausprägung ist eher artenarm. Häufiger sind hingegen Traubeneichenbestände mittleren Baumholzes vertreten. Die auf den Mittel- und Oberhängen stockenden Bestände sind von Buchen und Birken durchsetzt. Ihr Wuchscharakter lässt in Teilbereichen auf eine ehemalige Niederwaldwirtschaft schließen. In der Krautschicht ist die Drahtschmiele verbreitet, lokal tritt der Eichenfarn auf. Die skelettreichen Schatthanglagen der unteren Hänge werden von Buchen, Bergahorn, Eichen und Hainbuchen eingenommen. Bergulmen sind nur sehr vereinzelt und als ältere Exemplare eingestreut. Eine Krautschicht ist stellenweise vorhanden, jedoch relativ artenarm. In den unteren Lagen treten vermehrt Farne auf. Auf den trockenen Rohböden der Felsstandorte stocken meist krüppelwüchsige Traubeneichen, Buchen und Birken. In den oberen Bachabschnitten wird die Bommecke streckenweise von einem schmalen Erlensaum begleitet. Angrenzende Fichtenbestände beschatten die oberen Bachabschnitte stark. Das Gebiet ist aufgrund seiner Ausstattung mit naturnahen, z. T. ungestörten und eng miteinander verzahnten Biotopen, bestehend aus bodensauren Buchenwäldern, feucht-kühlen Schlucht- und Hangmischwäldern, naturnahen Quellbächen und steilen Felspartien sowie als Lebensraum vieler gefährdeter Tier- und Pflanzenarten von überregionaler Bedeutung. Das Gebiet ist zu überwiegenden Teilen Bestandteil des Wildnisgebietes Lütttgen Bommerke.

## Schutzzweck
Das Naturschutzgebiet wurde zur Erhaltung und Entwicklung eines Waldgebietes mit Schlucht- und Hangmischwälder, Erlen-Eschen- und Weichholz-Auenwälder, Hainsimsen-Buchenwälder, dem Kerbtalsystem der Bommecke und ihren Steilhängen, Silikatfelsklippen, einer für den Märkischen Kreis einzigartigen Bachklamm mit Stromschnellen und reich strukturierten Bachbetten einschließlich ihrer Quellräume und als Lebensraum zum Schutz seltener und gefährdeter Tier- und Pflanzenarten ausgewiesen. Wie bei anderen Naturschutzgebieten in Deutschland wurde in der Schutzausweisung darauf hingewiesen, dass das Gebiet „wegen der landschaftlichen Schönheit und Einzigartigkeit“ zum Naturschutzgebiet wurde.
Unter Besondere Verbote wurde im Landschaftsplan aufgeführt „die bodenständigen Waldbereiche (Eichen-Hainbuchenwald) forstlich zu nutzen; ausgenommen bleibt die einzelstammweise Nutzung nach Maßgabe der Unteren Landschaftsbehörde“.